# Christian Weidling
Christian Weidling (* 14. August 1660 in Weißenfels; † 1731 Ottendorf bei Hamburg) war ein Jurist und zwischenzeitlich anhaltischer Kammer- und Hofrat.

## Werdegang
Christian Weidling wurde als Sohn eines Ratsherren aus Weißenfels geboren und studierte an der Universität Leipzig Theologie und Philosophie u. a. bei Christian Thomasius. Da er keine Anstellung als Pfarrer fand, begann er ein Studium der Rechtswissenschaften und promovierte 1689 an der Universität Jena. Nach einer Anstellung am Gymnasium Illustre Augusteum in Weißenfels wurde er 1719 ordentlicher Professor für Lehnsrecht in Leipzig. 1701 gründete er die Zeitschrift Curieuser politischer, historischer, geographischer, heraldischer und genealogischer Discurse uber die wöchentlich einlauffenden Nouvellen oder Neue Historie, die jedoch nur ein Jahr lang Bestand hatte.
Bevor er seine Lehrtätigkeit an der Universität Kiel fortsetzte, begab er sich als Hofrat an den anhaltischen Hof, wo er aber nur wenige Jahre blieb. Eine schwere Krankheit zwang ihn zur Übersiedlung zu seinem Sohn nach Hamburg, wo er schließlich 1731 starb.
In seinen Schriften wird der intellektuelle Umbruch zu Beginn der Aufklärung deutlich. Er folgte in mancherlei Hinsicht Christian Thomasius und bezog offen gegen dessen Gegner Valentin Alberti in Leipzig Stellung.
Christian Weidling war zweimal verheiratet. 1692 heiratete er Sofie Magdalene Thomasius Tochter von Jakob Thomasius, die aber bereits 1695 starb. So heiratete er darauf Susanne Dorothea Tochter des Leipziger Ratsherren Friedrich Conrad. Aus erster Ehe stammen zwei Kinder.

## Schriften
- Dissertatio Philologica. (Leipzig 1684);
- Der gelehrte Kirchenredner  (Leipzig 1700);
- Philosophie Juridica (Leipzig 1701);
- Der oratorische Hofmeister (Leipzig 1698 und 1704);
- Der Trauerredner (Leipzig 1698 und 1706);
- Die oratorische Schatzkammer (Leipzig 1700 und 1703);
- Emblematische Schatzkammer (Leipzig 1702);
- Kurieuse und gründliche Moralite (Leipzig 1701);
- Ius publicum imperii Romano-Germanici hodierni (Leipzig 1706);
- Einleitung zum Staatsrecht (Leipzig 1706);
- Methodum praelectionum hybernarum tam juridicarum, quam oratoriarum ac philosophicarum (Leipzig 1718);